# Lug (Serbia)
Lug (cyr. Луг) – wieś w Serbii, w Wojwodinie, w okręgu południowobackim, w gminie Beočin. W 2011 roku liczyła 709 mieszkańców.